# Телешёв, Григорий Галактионович
Григорий Галактионович Телешёв (1902, Кабанск, Селенгинский уезд, Забайкальская область, Российская империя — октябрь 1978, Москва, РСФСР, СССР) — советский партийный деятель. Депутат Верховного Совета СССР I созыва. Входил в состав особой тройки НКВД СССР.

## Биография
Родился в 1902 году в селе Кабанск Забайкальской области (ныне — Бурятия).
Окончил Высшее Кабанское начальное училище (1916) и Высшую школу пограничников ОГПУ при СНК СССР (1928).
Три года (с апреля 1916 по июль 1919 года) был погонщиком лошадей и посадчиком на кожевенных заводах Эдельмана и Вольфора. До конца 1919 года состоял бойцом в 1-м Кударинском партизанском отряде, после чего полтора года провел в рядах в рабоче-крестьянской милиции в Забайкальской области.
С 1921 по 1927 год был комендантом Политбюро Селенгинской уездной ЧК, оперативным работником Политбюро Зиминской уездной ЧК, начальником пограничной стражи, комендантом пограничного участка.
В апреле 1928 года был назначен комендантом Анапского, Туапсинского пограничного участка в Новороссийском пограничном отряде, в октябре 1929 года — начальником Экономического отдела Черноморского окружного отдела — оперативного сектора ОГПУ. В феврале 1933 года получил повышение до начальника 3-го отделения экономического отдела Полномочного представительства ОГПУ по Северо-Кавказскому краю.
19 января 1934 года занял должность заместителя начальника экономического отдела Полномочного представительства ОГПУ-НКВД в Северо-Кавказском крае и чин лейтенанта государственной безопасности, 16 августа 1936 года стал начальником отдела, однако уже в ноябре был переведен на должность начальника 3-го отдела УГБ НКВД в Северо-Кавказском крае в чине капитана государственной безопасности, а с 15 апреля 1937 года занимал ту же позицию в Сталинградском крае.
С сентября по октябрь 1937 года был заместителем начальника Управления НКВД по Архангельской области, с 1 октября по 13 марта 1938 года — начальником Управления НКВД по Тамбовской области. Этот период отмечен вхождением в состав особой тройки, созданной по приказу НКВД СССР от 30.07.1937 № 00447 и активным участием в сталинских репрессиях.
С 3 марта 1938 года по апрель того же года — начальник Управления НКВД по Харьковской области.
4 мая 1938 года был назначен 1-м секретарём Одесского областного комитета Компартии Украины, но уже в феврале 1939 года стал начальником Главсоли Народного комиссариата пищевой промышленности СССР.
С ноября 1942 года по декабрь 1946 года занимал пост управляющего Всесоюзным трестом строительно-технических изысканий Народного комиссариата — Министерства пищевой промышленности СССР, после чего пять месяцев служил начальником Отдела особых поставок Министерства пищевой промышленности СССР.
В мае 1947 года был назначен заместителем министра пищевой промышленности Латвийской ССР, в мае 1949 года — начальником Лесного отдела Министерства пищевой промышленности СССР.
С марта 1953 года до апреля 1954 года занимал пост заместителя начальника Главрастжирмасла Министерства промышленности продовольственных товаров СССР, а до июля 1957 года — заместителя начальника Главпродпоставки Министерства промышленности продовольственных товаров СССР.
После этого работал в должностях начальника Отдела тары и упаковки Главпищесбытсырья при Государственном плановом комитете СМ СССР (июль 1957 — апрель 1958), начальника Отдела тары и упаковки Союзглавпищесбытсырья при Государственном плановом комитете РМ (апрель 1958 — январь 1963), начальника Отдела Союзглавпищесбытсырья при РНГ СССР (январь 1963 — январь 1966), заместителя начальника Главпоставки Министерства пищевой промышленности СССР (январь 1966 — август 1969), главный инженер Главпоставки Министерства пищевой промышленности СССР (август 1969 — июнь 1970).
В сентябре 1971 года был назначен старшим инженером Планово-производственного отдела «Союзпищетара». С февраля 1973 года работал старшим инженером Всесоюзного научно-исследовательского института виноделия и виноградарства «Магарач».
С июля 1976 — на пенсии. Умер в октябре 1978 года.
Депутат Верховного Совета СССР I созыва. С 18 июня 1938 года по 3 мая 1940 года был членом ЦК Компартии Украины и до 13 мая — членом Организационного бюро ЦК Компартии Украины.

## Награды
Награждён орденом Красной Звезды.